# سیارک ۶۹۲۵
سیارک ۶۹۲۵ (به انگلیسی: 6925 Susumu، نامگذاری:1993UW2) شش هزار و نهصد و بیست و پنجمین سیارک کشف شده‌است که در ۲۴ اکتبر ۱۹۹۳ کشف شد.
قدر مطلق سیارک برابر ۱۲٫۳۰ است.